# Veli-Pekka Ketola
Veli-Pekka Ketola, född 28 mars 1948 i Björneborg, är en finländsk före detta professionell ishockeyspelare. Han är en av de mest legendariska ishockeyspelarna i Finland. Ketola valdes 1990 in i den Finländska ishockeyns Hall of Fame.
Han spelade 186 A-landskamper med finländska landslaget under åren 1967 till 1981 och valdes till Finlands bästa ishockeyspelare år 1974 och 1978. Ketola och Heikki Riihiranta var de första finländska spelarna i Nordamerika i Winnipeg Jets säsongen 1974/1975. I Winnipeg spelade han ibland i samma kedja som Anders Hedberg och Bobby Hull.
FM-ligans pris för spelare med flest poäng i grundserien är uppkallat efter Ketola. År 2012 belönades han med Pro Idrott-priset av det finländska undervisnings- och kulturministeriet.

## Klubbar
- Karhut Björneborg 1963–1967
- Ässät Björneborg 1967–1969, 1970–1974, 1977–1981
- Jokerit Helsingfors 1969–1970
- Winnipeg Jets 1974–1977
- Calgary Cowboys 1977
- Colorado Rockies 1981–1982
- KalPa Kuopio 1982–1983

## Landslaget
- Ishockey-VM: 1969, 1970, 1971, 1972, 1973, 1974
- Vinter-OS: 1968, 1972
- Canada Cup: 1976, 1981

## Meriter
- FM-guld: 1965, 1971, 1978
- Avco World Trophy: 1976